# 三田平凡寺
三田 平凡寺（みた へいぼんじ、1876年7月10日 - 1960年1月10日）は、明治大正期の珍品蒐集家。特異な趣味人として知られた。

## 生涯
富裕な材木商「三田源」の息子として東京市芝区車町（現在の東京都港区高輪）に生まれ育つ。本名、三田林蔵。父の三田源二郎は東京府荏原郡駒沢村（現在の東京都世田谷区駒沢）の農家の出で、幕末に火付打ちこわし、安政大地震によって財をなし、明治維新のころ東京市芝区車町に移り、材木商として成功した。
少年時代は稲荷前の宮崎という私立小学校に学ぶ。12歳の頃、近所の友人と遊んでいた時にササラ様のものを鼻の穴に立ててふざけたはずみに転んで鼓膜を破り、それが原因で14歳の頃に聴力を失う。そのため日常会話にはおもに筆談を用いた。その後、1894年ころ南画家の荒木寛友と小林清親に絵を師事、寛友門下にいた時は寛仙、三友と号しており、その後、知空と号した。さらに川柳を鶯亭金升に、狂歌を蟹の屋左文に、漢詩を真木痴襄に師事し、習い事に才能を発揮した。聴覚障害のため家業を番頭に譲って家作を購入し、泉岳寺周辺の地主となった。
19世紀末、日本に入って間もないローラースケートをいち早く購入してこれに熱中、かつては雨田光平のアトリエとして利用されていた自宅の一部をスケート場に改装し、ここで存分にローラースケートを練習した。さらに、形のいい大便を排泄した時には、その便を石膏で型取って模型を作り、それに金粉を塗り込んで保存するなど数々の奇行で知られた。
30歳頃まで孫悟空を崇拝して鈍知空（知空）と名乗っていたが、1908年、材木商を廃した際に出た建具、木材などの廃物を使用して自分専用の離れを建て、廃物は「拝仏」に通じるということで「廃物堂」と名付けた。そして、お堂があるのだからということで、お寺に擬して「趣味山平凡寺」と名乗ることにした。そこに蒐集品を集めて1908年11月4日、趣味山平凡寺を名乗り、1909年に開祖となって1919年6月に10ｹ寺の会員を集めて趣味人の会である我楽多宗（がらくたしゅう）を設立、絵馬、土俗玩具、干支玩具などの収集趣味同好者を全国に募った。翌1920年には斎藤昌三、宮崎線外、田中緑紅、稲垣豆人、スタール博士らが集い25名に増加、8月に機関誌『趣味と平凡』を創刊（1940年頃に廃刊）。後に西国三十三ケ所札所にちなんで会費33銭の月例会を開催、各種の趣味品交換などを行った。会員にはほかに旧福井藩主松平康荘侯爵（北越山文殊寺）や沢田五猫庵、河村目呂二、河村すの子、インド人G・シングらがいた。また、ポーランド詩人ルビエンスキー、宮武外骨やアントニーン・レイモンドとも家族ぐるみの親交があった。
蒐集品はあらゆる分野に及んだが、とりわけ色道に造詣が深く、「廃物堂」と名付けた天井裏に蒐集品を陳列し、訪問客に観覧させた。太平洋戦争中は岩手県盛岡市に疎開。膨大な蒐集品は、この疎開に際して自宅の庭に埋めておいたところ、帰宅後には全て紛失していた。
易の道にも秀で、晩年は建築設計の依頼を受けたこともある。夏目漱石を尊敬し、『吾輩は猫である』のパロディ『吾輩も猫である』を著した。その他の著書に『放屁論』など。1960年1月10日、高輪の夏目純一宅において没す。

## 作品
- 「丑年おもちゃ絵葉書」3枚(袋入) 木版画 大正
- 「卯年おもちゃ絵葉書」3枚(袋入) 木版画 大正
- 「辰年おもちゃ絵葉書」3枚(袋入) 木版画 大正
- 「宝船」 木版画 1934年(昭和9年)
- 「宝船」 木版画 1936年(昭和11年)
- 「平凡寺自画像」 色紙淡彩 1936年
- 「富士山」 色紙
- 「筆」 色紙
- 「壺の図」 色紙
- 「戯写蕪村 三十六俳仙」 絹本淡彩

## 家族
淡島寒月の親戚でもある五反田宝塔寺の住職の妹喜代子を娶り、2男4女を儲ける。次女は雨田光平（音楽家・彫刻家）と結婚。末娘の嘉米子はハープ奏者で、夏目漱石の長男・純一と結婚した。その間に生まれたのがマンガ・コラムニスト夏目房之介である。房之介本人は、漱石の血よりも平凡寺の血を濃厚に受け継いでいるように感じると語っている。

## テレビ番組
- NHK人間大学（山口昌男出演）「"知"の自由人たち 11好事家集合〜三田平凡寺と斎藤昌三」（NHK教育テレビ、1997年12月15日放送）